# Premi Emmy 2021
La cerimonia della 73ª edizione dei Primetime Emmy Awards (73rd Primetime Emmy Awards) si è tenuta all'Event Deck di L.A. Live, a Los Angeles, il 19 settembre 2021.
La cerimonia è stata presentata da Cedric the Entertainer. Le candidature sono state annunciate il 13 luglio 2021 da Ron Cephas Jones e Jasmine Cephas Jones.

## Primetime Emmy Awards

### Programmi televisivi

#### Miglior serie commedia
- Ted Lasso, distribuita da Apple TV+
  - Black-ish, distribuita da ABC
  - Cobra Kai, distribuita da Netflix
  - Emily in Paris, distribuita da Netflix
  - L'assistente di volo - The Flight Attendant (The Flight Attendant), distribuita da HBO Max
  - Hacks, distribuita da HBO Max
  - Il metodo Kominsky (The Kominsky Method), distribuita da Netflix
  - PEN15, distribuita da Hulu

#### Miglior serie drammatica
- The Crown, distribuita da Netflix
  - The Boys, distribuita da Prime Video
  - Bridgerton, distribuita da Netflix
  - The Handmaid's Tale, distribuita da Hulu
  - Lovecraft Country - La terra dei demoni, distribuita da HBO
  - The Mandalorian, distribuita da Disney+
  - Pose, distribuita da FX
  - This Is Us, distribuita da NBC

#### Miglior miniserie
- La regina degli scacchi, distribuita da Netflix
  - I May Destroy You - Trauma e rinascita (I May Destroy You), distribuita da HBO
  - La ferrovia sotterranea (The Underground Railroad), distribuita da Prime Video
  - Omicidio a Easttown (Mare of Easttown), distribuita da HBO
  - WandaVision, distribuita da Disney+

#### Miglior reality competitivo
- RuPaul's Drag Race, distribuito da VH1
  - The Amazing Race, distribuito da CBS
  - Nailed It!, distribuito da Netflix
  - Top Chef, distribuito da Bravo
  - The Voice, distribuito da NBC

#### Miglior varietà speciale (pre-registrato)
- Hamilton, distribuito da Disney+
  - Bo Burnham: Inside, distribuito da Netflix
  - David Byrne's American Utopia, distribuito da HBO
  - 8:46 - Dave Chappelle, distribuito da Netflix
  - Friends: The Reunion, distribuito da HBO Max
  - A West Wing Special to Benefit When We All Vote, distribuito da HBO Max

#### Miglior varietà talk show
- Last Week Tonight with John Oliver, distribuito da HBO
  - Conan, distribuito da TBS
  - The Daily Show with Trevor Noah, distribuito da Comedy Central
  - Jimmy Kimmel Live!, distribuito da ABC
  - The Late Show with Stephen Colbert, distribuito da CBS

### Recitazione

#### Miglior attore protagonista in una serie commedia
- Jason Sudeikis, per aver interpretato Ted Lasso in Ted Lasso
  - Anthony Anderson, per aver interpretato Andre Johnson in Black-ish
  - Michael Douglas, per aver interpretato Sandy Kominsky in Il metodo Kominsky
  - William H. Macy, per aver interpretato Frank Gallagher in Shameless
  - Kenan Thompson, per aver interpretato Kenan Williams in Kenan

#### Miglior attrice protagonista in una serie commedia
- Jean Smart, per aver interpretato Deborah Vance in Hacks
  - Aidy Bryant, per aver interpretato Annie Easton in Shrill
  - Kaley Cuoco, per aver interpretato Cassie Bowden in L'assistente di volo - The Flight Attendant
  - Allison Janney, per aver interpretato Bonnie Plunkett in Mom
  - Tracee Ellis Ross, per aver interpretato Dr. Rainbow Johnson in Black-ish

#### Miglior attore protagonista in una serie drammatica
- Josh O'Connor, per aver interpretato Principe Carlo in The Crown
  - Sterling K. Brown, per aver interpretato Randall Pearson in This Is Us
  - Jonathan Majors, per aver interpretato atticus Freeman in Lovecraft Country - La terra dei demoni
  - Regé-Jean Page, per aver interpretato Simon Basset in Bridgerton
  - Billy Porter, per aver interpretato Pray Tell in Pose
  - Matthew Rhys, per aver interpretato Perry Mason in Perry Mason

#### Miglior attrice protagonista in una serie drammatica
- Olivia Colman, per aver interpretato Regina Elisabetta II in The Crown
  - Uzo Aduba, per aver interpretato Dr.ssa Brooke Taylor in In Treatment
  - Emma Corrin, per aver interpretato Principessa Diana in The Crown
  - Elisabeth Moss, per aver interpretato June Osborne in The Handmaid's Tale
  - MJ Rodriguez, per aver interpretato Blanca Evangelista in Pose
  - Jurnee Smollett, per aver interpretato Letitia Lewis in Lovecraft Country - La terra dei demoni

#### Miglior attore protagonista in una miniserie o film
- Ewan McGregor, per aver interpretato Halston in Halston
  - Paul Bettany, per aver interpretato Visione in WandaVision
  - Hugh Grant, per aver interpretato Jonathan Fraser in The Undoing - Le verità non dette
  - Lin-Manuel Miranda, per aver interpretato Alexander Hamilton in Hamilton
  - Leslie Odom Jr., per aver interpretato Aaron Burr in Hamilton

#### Miglior attrice protagonista in una miniserie o film
- Kate Winslet, per aver interpretato Mare Sheehan in Omicidio a Easttown
  - Michaela Coel, per aver interpretato Arabella in I May Destroy You - Trauma e rinascita
  - Cynthia Erivo, per aver interpretato Aretha Franklin in Genius: Aretha
  - Elizabeth Olsen, per aver interpretato Wanda Maximoff\Scarlet Witch in WandaVision
  - Anya Taylor-Joy, per aver interpretato Beth Harmon in La regina degli scacchi

#### Miglior attore non protagonista in una serie commedia
- Brett Goldstein, per aver interpretato Roy Kent in Ted Lasso
  - Carl Clemons-Hopkins, per aver interpretato Marcus Vaughan in Hacks
  - Brendan Hunt, per aver interpretato Coach Beard in Ted Lasso
  - Nick Mohammed, per aver interpretato Nathan Shelley in Ted Lasso
  - Paul Reiser, per aver interpretato Martin Schneider in Il metodo Kominsky
  - Jeremy Swift, per aver interpretato Leslie Higgins in Ted Lasso
  - Kenan Thompson, per aver interpretato vari personaggi in Saturday Night Live
  - Bowen Yang, per aver interpretato vari personaggi in Saturday Night Live

#### Miglior attrice non protagonista in una serie commedia
- Hannah Waddingham, per aver interpretato Rebecca Welton in Ted Lasso
  - Aidy Bryant, per aver interpretato vari personaggi in Saturday Night Live
  - Hannah Einbinder, per aver interpretato Ava Daniels in Hacks
  - Kate McKinnon, per aver interpretato vari personaggi in Saturday Night Live
  - Rosie Perez, per aver interpretato Megan Briscoe in L'assistente di volo - The Flight Attendant
  - Cecily Strong, per aver interpretato vari personaggi in Saturday Night Live
  - Juno Temple, per aver interpretato Keeley Jones in Ted Lasso

#### Miglior attore non protagonista in una serie drammatica
- Tobias Menzies, per aver interpretato Principe Filippo, Duca di Edimburgo in The Crown
  - Giancarlo Esposito, per aver interpretato Moff Gideon in The Mandalorian
  - O. T. Fagbenle, per aver interpretato Luke Bankole in The Handmaid's Tale
  - John Lithgow, per aver interpretato Elias Birchard Jonathan in Perry Mason
  - Max Minghella, per aver interpretato Comandante Nick Blaine in The Handmaid's Tale
  - Chris Sullivan, per aver interpretato Toby Damon in This Is Us
  - Bradley Whitford, per aver interpretato Comandante Joseph Lawrence in The Handmaid's Tale
  - Michael Kenneth Williams, per aver interpretato Montrose Freeman in Lovecraft Country - La terra dei demoni

#### Miglior attrice non protagonista in una serie drammatica
- Gillian Anderson, per aver interpretato Margaret Thatcher in The Crown
  - Helena Bonham Carter, per aver interpretato Principessa Margaret in The Crown
  - Madeline Brewer, per aver interpretato Janine Lindo in The Handmaid's Tale
  - Ann Dowd, per aver interpretato Zia Lydia in The Handmaid's Tale
  - Aunjanue Ellis, per aver interpretato Hippolyta Freeman in Lovecraft Country - La terra dei demoni
  - Emerald Fennell, per aver interpretato Camilla Parker Bowles in The Crown
  - Yvonne Strahovski, per aver interpretato Serena Joy Waterford in The Handmaid's Tale
  - Samira Wiley, per aver interpretato Moira in The Handmaid's Tale

#### Miglior attore non protagonista in una miniserie o film
- Evan Peters, per aver interpretato Colin Zabel in Omicidio a Easttown
  - Thomas Brodie-Sangster, per aver interpretato Benny Watts in La regina degli scacchi
  - Daveed Diggs, per aver interpretato Marquis de Lafayette\Thomas Jeffersson in Hamilton
  - Paapa Essiedu, per aver interpretato Kwame in I May Destroy You - Trauma e rinascita
  - Jonathan Groff, per aver interpretato Re George in Hamilton
  - Anthony Ramos, per aver interpretato John Laurens\Philip Hamilton in Hamilton

#### Miglior attrice non protagonista in una miniserie o film
- Julianne Nicholson, per aver interpretato Lori Ross in Omicidio a Easttown
  - Renée Elise Goldsberry, per aver interpretato Angelica Schuyler in Hamilton
  - Kathryn Hahn, per aver interpretato Agatha Harkness\Agnes in WandaVision
  - Moses Ingram, per aver interpretato Jolene in La regina degli scacchi
  - Jean Smart, per aver interpretato Helen Fahey in Omicidio a Easttown
  - Phillipa Soo, per aver interpretato Eliza Hamilton in Hamilton

### Regia

#### Miglior regia in una serie commedia
- Hacks (Episodio: "There Is No Line"), diretto da Lucia Aniello
  - B Positive (Episodio: "Pilot"), diretto da James Burrows
  - L'assistente di volo - The Flight Attendant (Episodio: "In caso di emergenza"), diretto da Susanna Fogel
  - Mom (Episodio: "Assegni con Scooby-Doo e salisbury steak"), diretto da James Widdoes
  - Ted Lasso (Episodio: "Biscotti"), diretto da Zach Braff (Apple TV+)
  - Ted Lasso (Episodio: "La speranza che ti uccide"), diretto da MJ Delaney
  - Ted Lasso (Episodio: "Make Rebecca Great Again"), diretto da Declan Lowney

#### Miglior regia in una serie drammatica
- The Crown (Episodio: "Guerra"), diretto da Jessica Hobbs
  - Bridgerton (Episodio: "Diamante di prima qualità"), diretto da Julie Anne Robinson
  - The Crown (Episodio: "Come in una favola"), diretto da Benjamin Caron
  - The Handmaid's Tale (Episodio: "Wilderness"), diretto da Liz Garbus
  - The Mandalorian (Episodio: "Capitolo 9: Lo sceriffo"), diretto da Jon Favreau
  - Pose (Episodio: "Finale della serie"), diretto da Steven Canals

#### Miglior regia in una miniserie o film
- La regina degli scacchi, diretta da Scott Frank
  - Hamilton, diretto da Thomas Kail
  - I May Destroy You - Trauma e rinascita (Episodio: "Ego Death"), diretto da Sam Miller e Michaela Coel
  - I May Destroy You - Trauma e rinascita (Episodio: "Eyes Eyes Eyes Eyes"), diretto da Sam Miller
  - Omicidio a Easttown, diretta da Craig Zobel
  - La ferrovia sotterranea, diretta da Barry Jenkins
  - WandaVision, diretta da Matt Shakman

### Sceneggiatura

#### Miglior sceneggiatura in una serie commedia
- Hacks (Episodio: "There Is No Line"), sceneggiato da Lucia Aniello, Paul W. Downs e Jen Statsky
  - L'assistente di volo - The Flight Attendant (Episodio: "In caso di emergenza"), sceneggiato da Steve Yockey
  - Girls5eva (Episodio: "Pilot"), sceneggiato da Meredith Scardino
  - PEN15 (Episodio: "Play"), sceneggiato da Maya Erskine
  - Ted Lasso (Episodio: "Make Rebecca Great Again"), sceneggiato da Joe Kelly, Brendan Hunt e Jason Sudeikis
  - Ted Lasso (Episodio: "Pilota"), sceneggiato da Jason Sudeikis, Bill Lawrence, Brendan Hunt e Joe Kelly

#### Miglior sceneggiatura in una serie drammatica
- The Crown (Episodio: "Guerra"), scritto da Peter Morgan
  - The Boys (Episodio: "Quello che so"), scritto da Rebecca Sonnenshine
  - The Handmaid's Tale (Episodio: "Home"), scritto da Yahlin Chang
  - Lovecraft Country - La terra dei demoni (Episodio: "	Tramonto"), scritto da Misha Green
  - The Mandalorian (Episodio: "Capitolo 13: La Jedi"), scritto da Dave Filoni
  - The Mandalorian (Episodio: "Capitolo 16: Il salvataggio"), scritto da Jon Favreau
  - Pose (Episode: "Finale della serie"), scritto da Steven Canals, Brad Falchuk, Our Lady J, Janet Mock e Ryan Murphy

#### Miglior sceneggiatura in una miniserie o film
- I May Destroy You - Trauma e rinascita (I May Destroy You), sceneggiata da Michaela Coel
  - Omicidio a Easttown, sceneggiata da Brad Ingelsby
  - La regina degli scacchi, sceneggiata da Scott Frank
  - WandaVision (Episodio: "All-New Halloween Spooktacular!"), sceneggiato da Chuck Hayward e Peter Cameron
  - WandaVision (Episodio: "Filmed Before a Live Studio Audience"), sceneggiato da Jac Schaeffer
  - WandaVision (Episodio: "Previously On"), sceneggiato da Laura Donney

#### Miglior sceneggiatura in una serie varietà
- Last Week Tonight with John Oliver
  - The Amber Ruffin Show
  - A Black Lady Sketch Show
  - The Late Show with Stephen Colbert
  - Saturday Night Live